# Xã Wilmont, Quận Nobles, Minnesota
Xã Wilmont (tiếng Anh: Wilmont Township) là một xã thuộc quận Nobles, tiểu bang Minnesota, Hoa Kỳ. Năm 2010, dân số của xã này là 184 người.